# Louis-Armand de Lom d'Acre de Lahontan
Louis-Armand de Lom d'Acre de Lahontan (9. června 1666 Bayonne – 21. dubna 1716), často uváděný jako baron de Lahontan, byl francouzský šlechtic, důstojník, cestovatel a spisovatel. Přispěl k poznání území severně od francouzské Kanady, zejména v oblasti Velkých jezer a horního povodí Missouri.

## Dílo
Autor několika cestopisů nejvíce pronikl do obecného povědomí spisem, v němž formou dialogu autora s huronským náčelníkem Adariem (vzorem pro tuto postavu byl Kondiaronk; toto jméno se často překládá jako Krysa, ale správnější překlad může být Ondatra.) Zde staví do protikladu indiánské pojetí rovnosti a spravedlnosti s životem Evropanů. Obviňuje institucionalizované křesťanství z podpory nesvobody a nespravedlnosti. Tento spis ovlivnil později i myslitele J. J. Rousseaua a přispěl k vybudování mýtu o „ušlechtilém divochovi.“ Volání po rovnosti se později za Velké francouzské revoluce promítlo do ústředního hesla Volnost, rovnost, bratrství. Francouzský historik Jules Michelet, vrstevník českého Františka Palackého, liberál a první historik, který sepsal kompletní dějiny Francie, uvádí o kmeni Huronů, že přijetí křesťanství jej tak oslabilo po mravní stránce, že je přivedlo během padesáti let k vyhlazení okolními kmeny.
Lahontanovy cestopisy nevynikají přesností, americký autor Raymond H. Ramsay v knize K vybájeným pevninám ho přímo označuje za báchorkáře. Pravda je, že některé indiánské kmeny, které jmenovitě popisuje, se už nikdy nikomu najít nepodařilo.
Úlohu barona de Lahontana v dějinách objevitelských cest v Severní Americe je nutno chápat především v kontextu hledání Severozápadního průjezdu, tedy spojení mezi Evropou a Asií, dosažitelného obeplutím amerického kontinentu ze severu. Ten Francouzi hledali tvrdošíjně, leč neúspěšně na pevnině.
Vydal tyto knihy (uvedeno pod zkrácenými názvy, jak je vžité je uvádět; v jeho době bylo zvykem dávat knihám dlouhé názvy, které informovaly všechny zájemce o tom, co kupují):
- Memoires de l'Amerique Septentrionale – vzpomínky ze Severní Ameriky
- Supplement aux Voyages – shrnutí cest po Severní Americe
- Dialogues avec le sauvage Adario – rozhovory s divochem Adariem

Jeho život byl životem dobrodruha. V mladém věku 17 let vstoupil do Corps de Marine, tedy k námořní pěchotě, a tak se dostal do francouzské části Kanady, v té době nazývané Nová Francie. Jejím hlavním městem byl Quebec, kam Lahontan dorazil v listopadu 1683 spolu s dalšími dvěma důstojníky a třemi rotami vojáků. Usadil se v osadě Beaupré a rok nato vedl neúspěšný útok proti Irokézům. Později on i jeho lidé žili v osadě Boucherville, kde měli přátelské kontakty s domorodým obyvatelstvem. Podle svých vzpomínek se věnoval především lovu a četbě klasické literatury, ale našel si čas i k tomu, aby se naučil jazyku Aglonkinů. V roce 1688 opět bojoval proti Irokézům. Prozkoumal horní tok Mississippi a popsal „Riviére Longue“, kterou někteří vědci považují za Missouri, ale to není pravděpodobné, protože o Missouri píše i jinde. Na mapě v jedné z Lahontanových knih je "Dlouhá řeka" zobrazena, jak končí pod horským hřebenem a na druhé straně se ukazuje další řeka, která by musela ústit do Tichého oceánu. Nejpravděpodobnější vysvětlení je, že si mnoho ve svých knihách doplnil z vlastní hlavy, aby posílil zájem o ně a tedy také finanční efekt.
Během války krále Viléma, kdy spolu bojovali Angličané a Francouzi, kdežto indiánské kmeny se připojovaly buď na jednu nebo na druhou stranu, baron de Lahontan předložil několik návrhů na vojenské opevnění a vybavení v Nové Francii. Navrhoval flotilu k ovládnutí Velkých jezer a řetěz pevností na ochranu západní hranice. Pro vysoké náklady se jeho návrhy neuskutečnily, ale na návrh guvernéra Frontenaca byl povýšen. Své vojenské nadání osvědčil úspěšným odražením pěti anglických fregat z invazní flotily v zálivu Svatého Vavřince v roce 1690. To už se ale jeho kariéra chýlila ke konci. Bránil město Placentia na New Foundlandu při obléhání britskou armádou, ale 13. prosince 1692 se dostal do sporu s guvernérem Jacquesem-Francoisem de Montbeton de Brouilland, takže se rozhodl opustit svůj úřad i Novou Francii. Dezertoval a na lodi, kterou odcizil, se vydal do Portugalska. V rodné Francii byl zbaven dědictví a pravděpodobně i odsouzen v nepřítomnosti, takže pobýval ve španělské Zaragoze, ale i jinde, např. v Amsterodamu, kde vydal své knihy v roce 1703. Také napsal memorandum anglické vládě, v němž vysvětloval, proč a jak by britská koruna měla ovládnout francouzská území v Severní Americe, což by mohlo být považováno za vlastizradu. Stopy po něm pak mizí a datum jeho úmrtí není známo, pouze se uvádí, že v roce 1716 už byl po smrti. Nedožil se tak ani padesáti let. Své místo v dějinách si ovšem zasloužil, zejména svými Dialogy s divochem Adariem.